# Templul Calului Alb
Templul Calului Alb este un templu budist din orașul Luoyang, provincia Henan, China. Conform tradiției, acesta este cel mai vechi templu budist de pe teritoriul Chinei.

## Istorie
Conform unei legende mai vechi, într-o noapte împăratul Ming di, din dinastia Han, a avut un vis în care îi apărea în fața sa o făptură din aur. A doua zi și-a chemat toți miniștri și le-a povestit visul. Unul dintre ei a spus că ar putea fi voba despre Buddha Shakyamuni, cel venerat în India. Împăratul a trimis imediat o delegație în India cu scopul de a afla mai multe informați. Delegația s-a întors împreună cu doi călugări budiști, câteva statuete reprezentândul pe Buddha, și câteva sūtre. Mulțumit de învățăturile acestei religi, în anul 68 d.Hr, Ming di a ordonat construcția Templului Calului Alb, primul templu budist din China. Numele templului a fost dat în onoarea a doi cai albi ce i-au purtat pe cei doi călugări.
Cei doi călugări au rămas la templu, unde au venit și alți călugări din India, și au tradus sūtrele din limba sanscrită în limba chineză. Prima sūtră tradusă a fost Sūtra celor Patruzeci și Două de Capitole. Ea, a fost tradusă de către un călugăr numit Matanga. În anul 252, călugărul indian Saṅghavarman a tradus Sūtra Vieții Infinite, iar în 258 călugărul Po-Yen, a tradus alte șase sūtre.
Templul a ajuns la apogeu în timpul dinastiei Tang (618-907), cuprinzând în complexul său monahal aproximativ 10.000 de călugări. Renumitul călugăr chinez Xuanzang (602-664) a petrecut 16 ani într-un pelerinaj în India, pelerinajul începând de la acest templu. La întoarcerea sa, Xunazang a rămas o perioadă de timp stareț al Templului Calului Alb, timp în care a tradus numeroase sūtre aduse de el. Templul a fost reconstruit în vremea împărătesei Wu Zetian, dar a intrat în declin în vremea Marii Persecuți Anti-Budiste dintre anii 842-846. În anul 1125, conform unei inscripți de pe pagoda templului, ar fi avut loc un mare incendiu, dar templul nu ar fi fost grav avariat.
Între secolele XIV-XX, în timpul dinastiilor Ming și Qing, Templul Calului Alb a fost renovat și restaurat de mai multe ori. Restaurarea semnificativă a avut loc în secolul al XVI-lea.
Sub regimul comunist, templul a fost renovat între anii 1952-1973. În prezent Templul Calului Alb este ocrotit și protejat, fiind unul dintre comorile patrimoniului chinez. De asemenea, în fiecare an, între 10 și 25 aprilie, se organizează aici Festivalul bujorilor.

## Fotogalerie

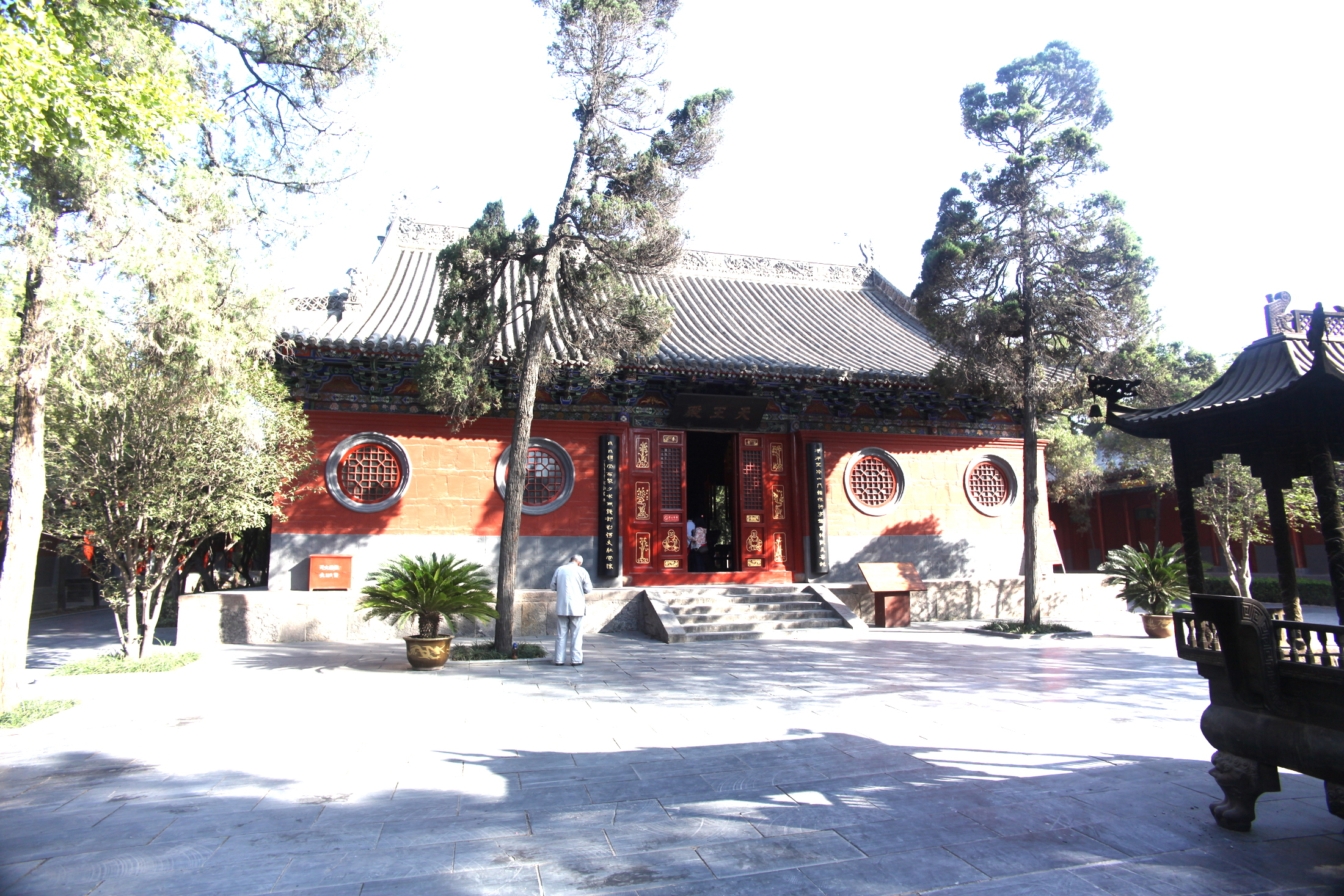
Sala regilor cereşti
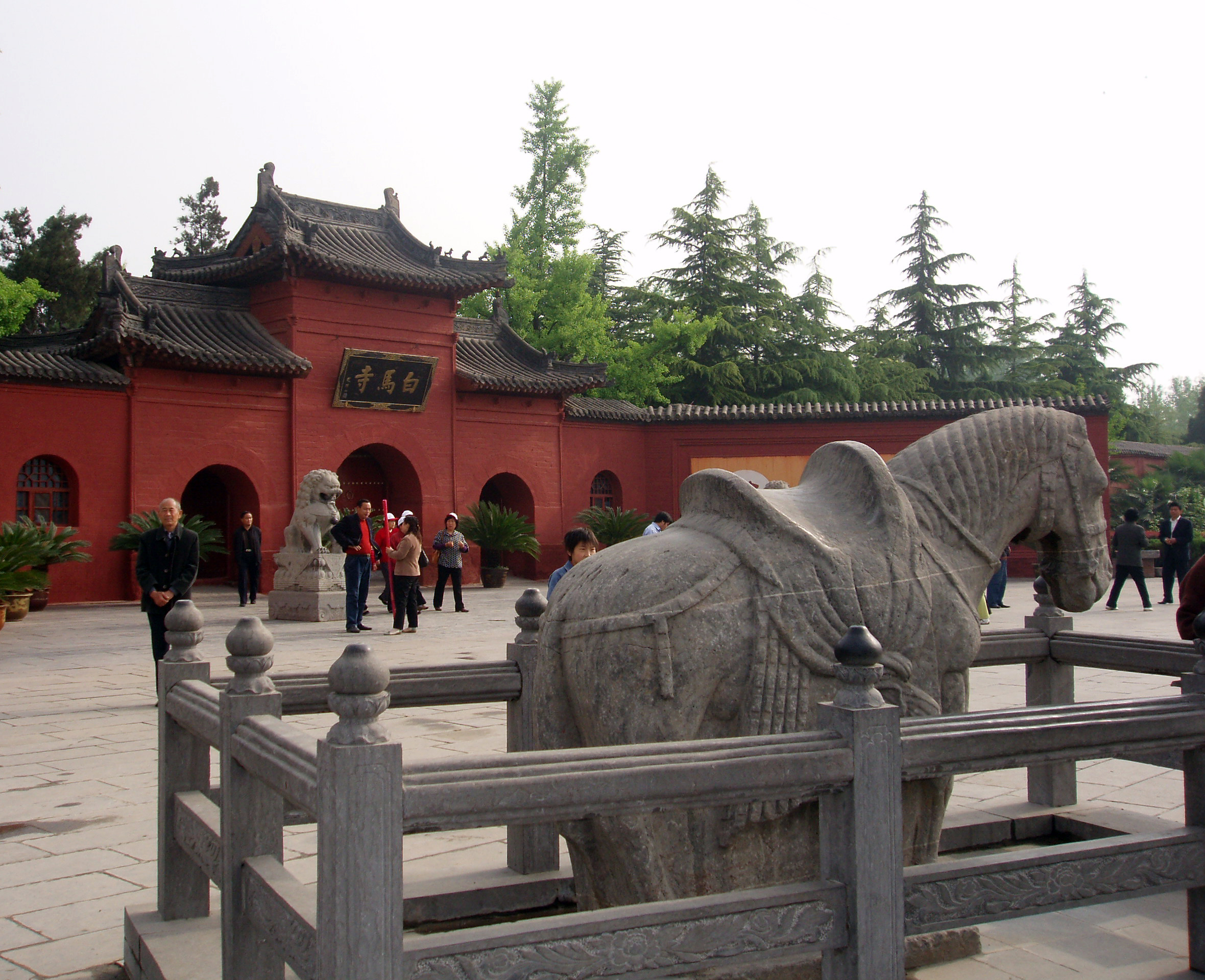
Statuia unuia dintre cei doi cai
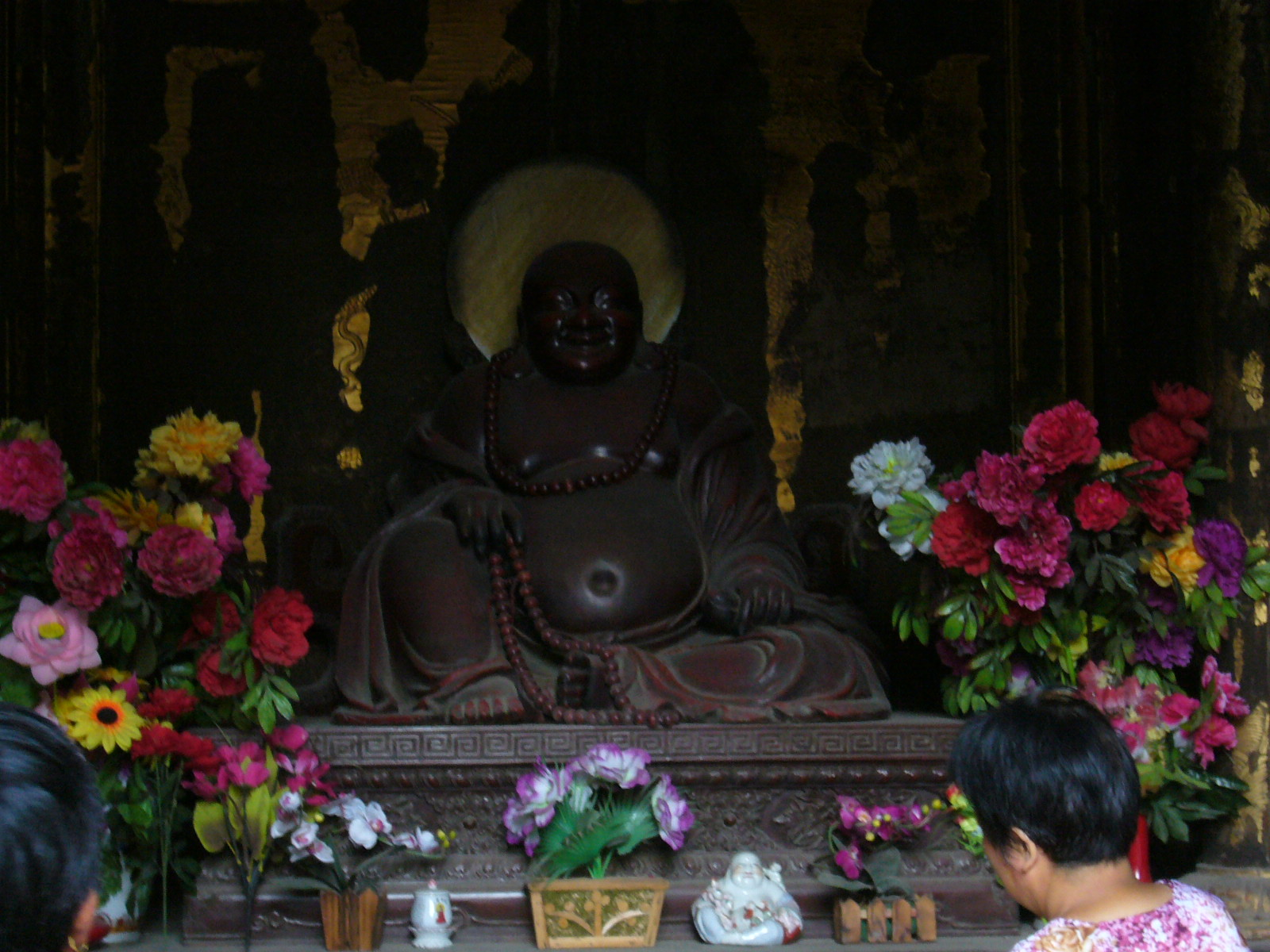
Buddha Maitreya
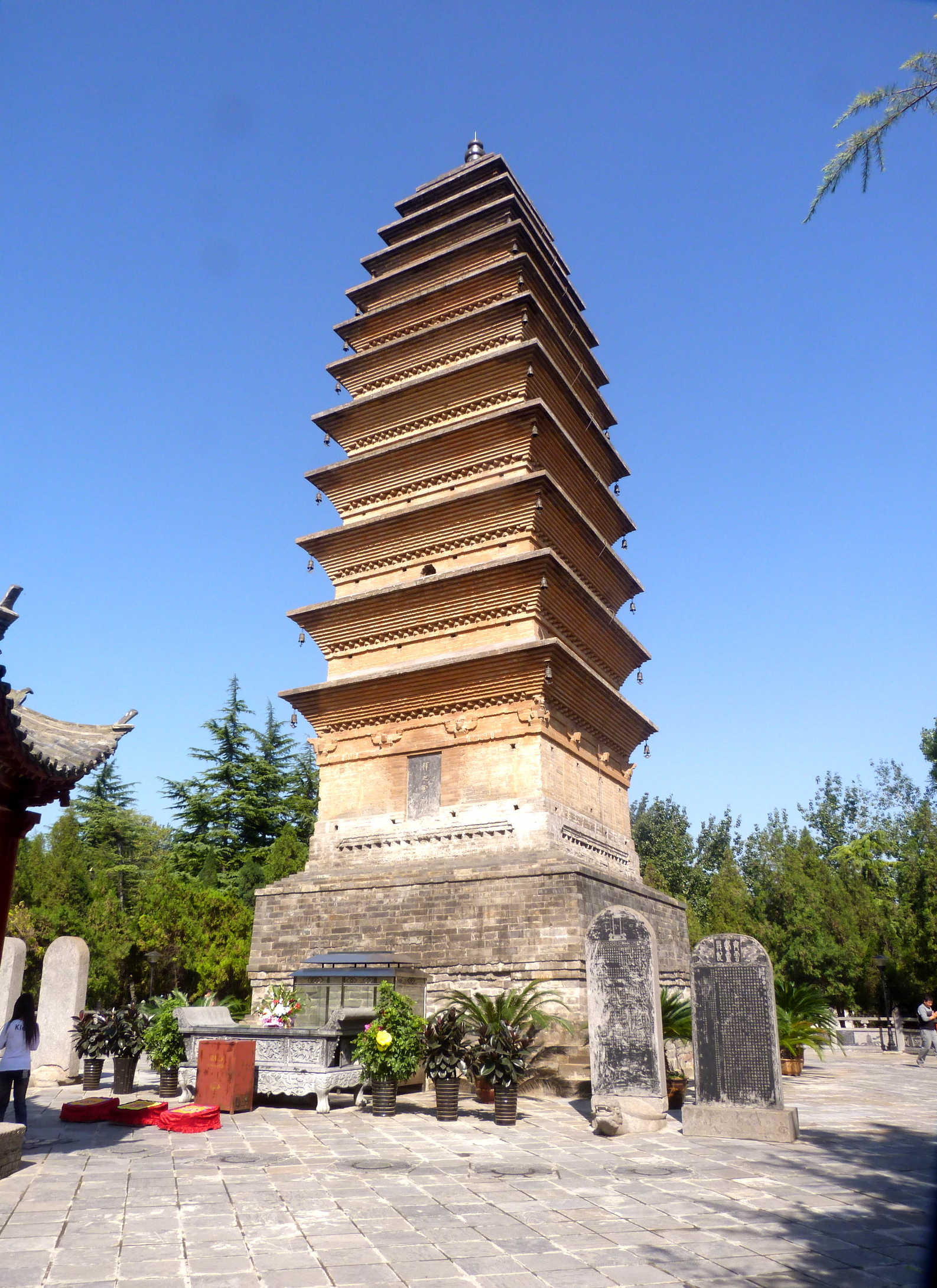
Pagoda templului
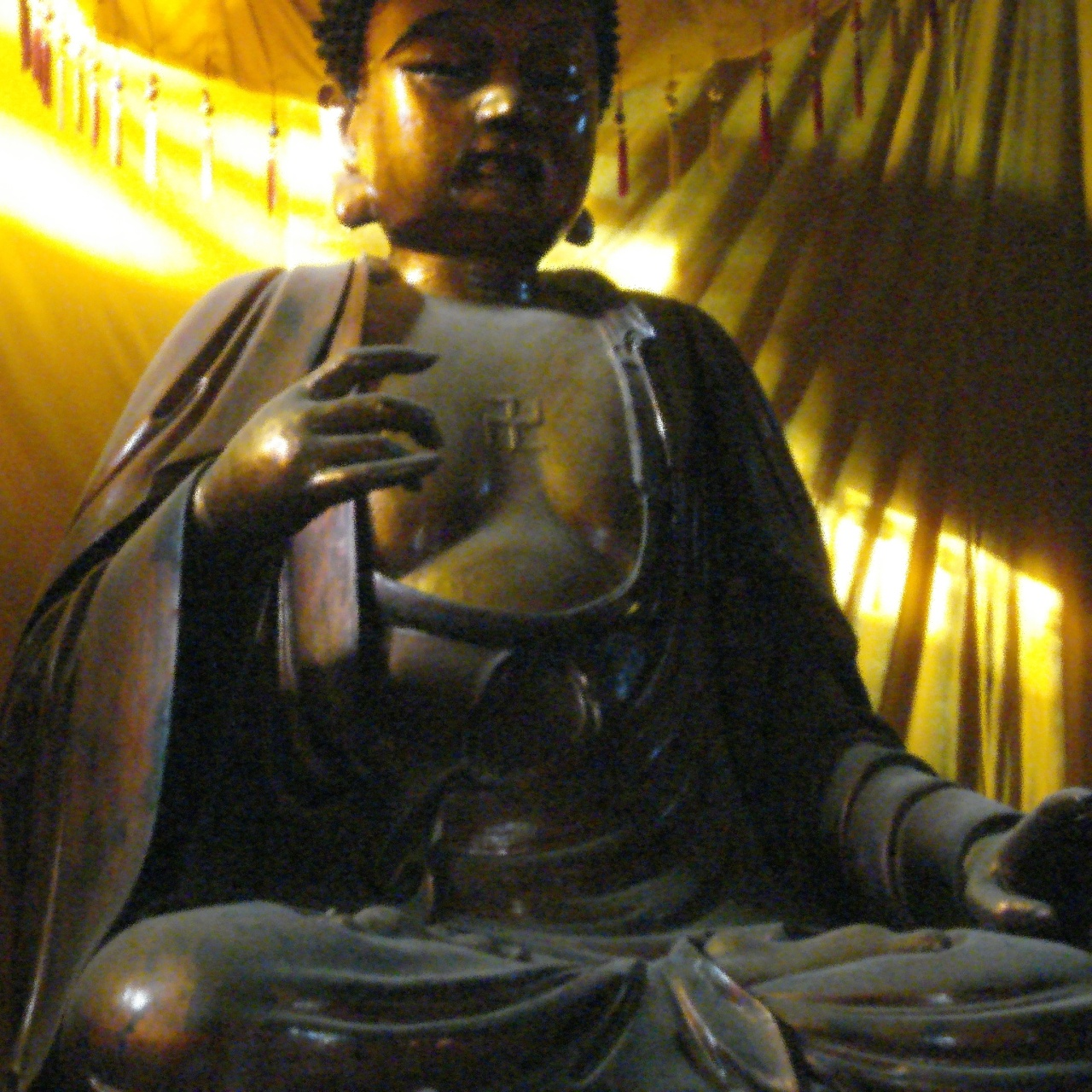
Buddha Shakyamuni
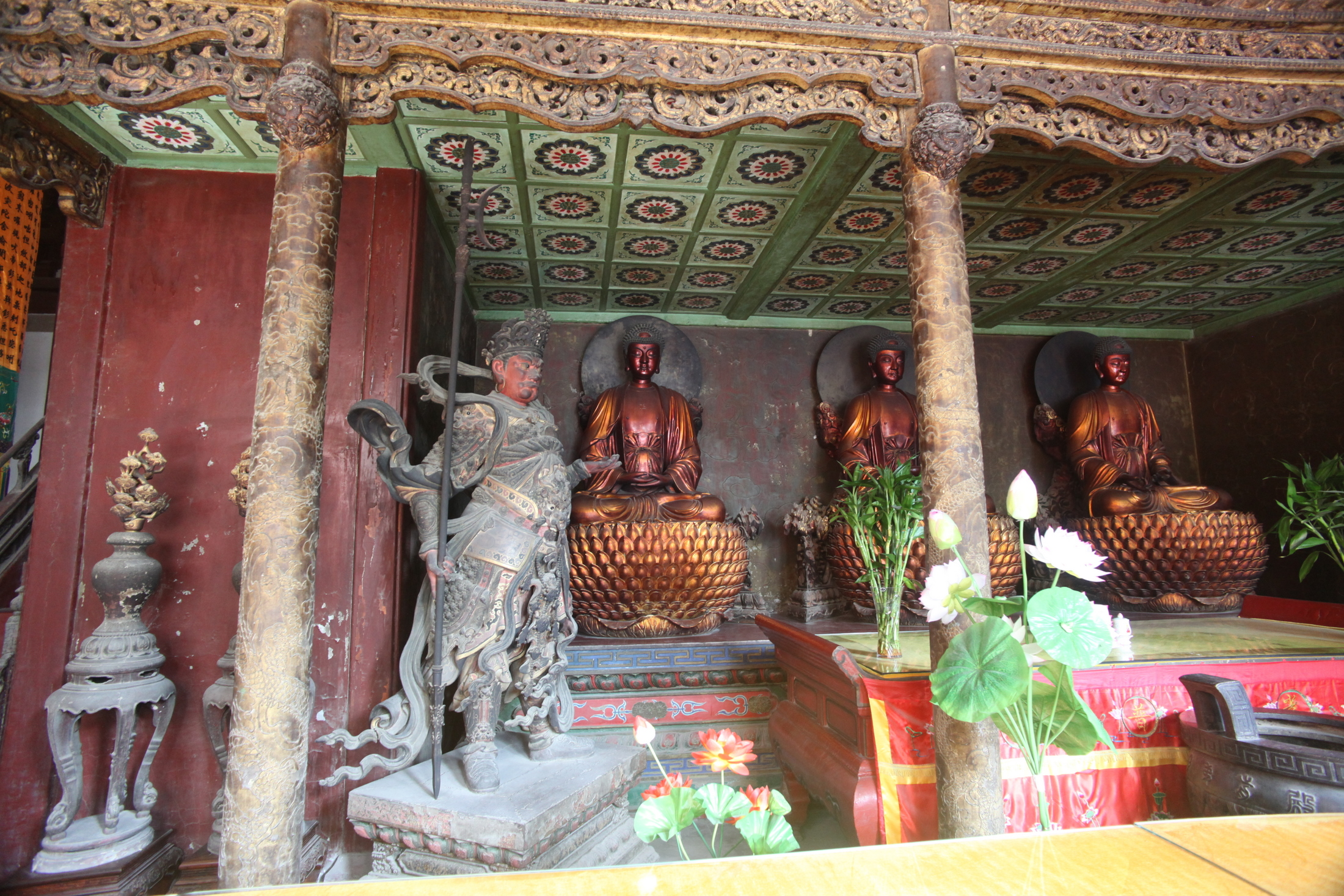
Interiorul templului
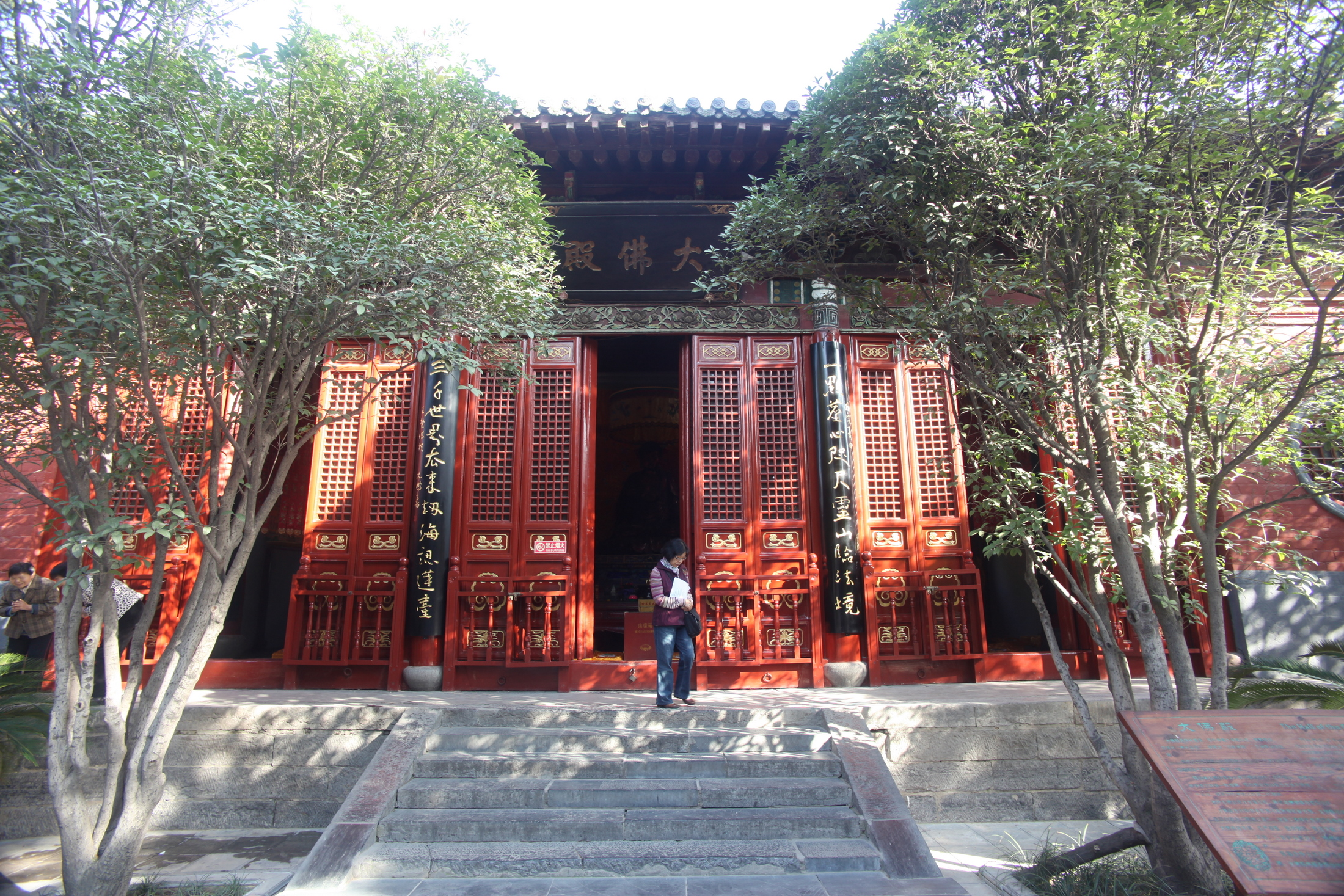
Intrarea templului